# Люминарская, Элла Андреевна
 Элла Андреевна Люминарская  (урождённая Рутиня), латыш. Ella Susanna Rūtiņa; 9 сентября 1881, Рига — 1943 (?)) — русский и советский педагог, руководительница, наряду с Виктором Николаевичем Сорокой-Росинским, Школы-коммуны для трудновоспитуемых подростков имени Ф. М. Достоевского (Республика ШКИД). В одноимённой повести Григория Белых и Л. Пантелеева «Республика ШКИД» была выведена под именем «Элла Андреевна Люмберг» и прозвищем «Эланлюм».

## Биография
Родилась в Риге в латышской семье кабатчика Андреаса Рутиня (род. 1851 в Лоденгофе) и его жены Ильзы, урождённой Бирзкалн (род. 23 августа 1851 в Лемзале). В тот же день была крещена в Старой Гертруде. В советских документах национальность была указана как «немка». Впоследствии Андреас Рутинь владел в Риге домом 21 по ул. Гоголевской, где жила семья.
В мае 1903 года вышла замуж за штабс-капитана стоявшего в Риге 115-го пехотного Вяземского полка Валериана Люминарского (развелись в Ленинграде 19 марта 1924 года). Осенью 1904 года Валериан Александрович был переведен в Главное управление военно-учебных заведений, и супруги переехали в Санкт-Петербург, где поселились на Васильевском острове (Кадетская линия, д. 3). Элла Андреевна вела немецкий язык в частных женских гимназиях А. И. Болсуновой и А. П. Шуйской на Петроградской стороне, а с 1914 г. — в Коммерческом училище Петроградского общества ревнителей коммерческого образования на Петергофском проспекте, д. 19. Параллельно в 1912 году окончила курсы новых языков М. М. Бобрищевой-Пушкиной.
С 1918 по 1920 г. работала учительницей в Путиловском училище имени А. И. Герцена. В 1920—1925 гг. вместе с В. Н. Сорокой-Росинским (будущим вторым мужем) руководила Петроградским отделом народно-индивидуального воспитания имени Ф. М. Достоевского для трудновоспитуемых (известный под названием «Школа-коммуна им. Ф. М. Достоевского», ШКИД). Школа располагалась в том же здании на Петергофском проспекте, где до революции располагалось коммерческое училище, в котором служила Элла Андреевна.
С 1930 года работала в ЛГПИ им. Покровского, где окончила аспирантские курсы. С 1936 года — ассистент (впоследствии старший преподаватель), и. о. заведующей секцией иностранных языков. До войны семья жила на проспекте 25 Октября, д. 32, кв. 85.
Существует несколько версий относительно судьбы Люминарской после 1941 года:
- умерла во время блокады Ленинграда и похоронена в братской могиле на Пискаревском кладбище (в сводных данных портала «Возвращённые имена» отсутствует[8]);
- погибла в ходе эвакуации из Ленинграда (в базе данных по эвакуированным из города отсутствует[9]);
- была выслана (вероятно, по национальному признаку) из Ленинграда в Ессентуки, где после занятия города немцами перешла на их сторону.

В пользу последней версии может косвенно свидетельствовать тот факт, что в июне 1943 в официальном «Вестнике распоряжений», выходившем в оккупированной Риге, имя Люминарской было упомянуто в числе умерших, на чьё имущество можно изъявить претензии.

## Семья
- Младший брат — Роберт Генрих Рутиньш (Roberts Rūtiņš, 1885—1975), выпускник Рижской Александровской гимназии и Рижского политехнического института (1914)[11]. Инженер-технолог, специалист по топливу. В годы Первой мировой войны — прапорщик Карсской крепостной артиллерии, награжден орденом Св. Станислава III-й степени (1917)[12], впоследствии помощник заведующего Петроградской военно-автомобильной школой. После революции работал конструктором в Штеттине, преподавал в танковой школе в Англии[13]. С 1921 года — на механическом факультете Латвийского университета, доцент (1931), экстраординарный профессор и заведующий кафедрой двигателей внутреннего сгорания (1939). С 1944 года в Германии, с 1950 — в США, жил в Нью-Йорке, затем в Санта-Барбаре[14].
- Младшая сестра — Иоанна Шарлотта Рутиня (1886—?), жила в семье сестры, преподавала вместе с ней немецкий язык в училище Петроградского общества ревнителей коммерческого образования.